# ژانین دورنسورو
ژانین دورنسورو (انگلیسی: Xanin Dorronsoro; ۲ نوامبر ۱۹۳۷ – ۹ اوت ۱۹۶۰) بازیکن فوتبال اهل اسپانیا بود.
از باشگاه‌هایی که در آن بازی کرده‌است می‌توان به باشگاه فوتبال رئال بتیس و باشگاه فوتبال ایبار اشاره کرد.